# Sokelle
Sokelle ou So-Kelle est un village de la région du Centre du Cameroun. Il est localisé dans l'arrondissement (commune) de Messondo. On y accède par la piste rurale qui lie Song Poa à Song Woga.

## Population et société
En 1962, la population de Sokelle était de 189 habitants. Sokelle comptait 237 habitants lors du dernier recensement de 2005. La population est constituée pour l’essentiel de Bassa.